# Stiff Upper Lip
Stiff Upper Lip je studiové album vydané australskou hard rockovou kapelou AC/DC a to v roce 2000. Z alba byly vybrány tři singly a to: "Stiff Upper Lip", "Safe in New York City" a "Sattelite Blues".
Stiff Upper Lip bylo znovuvydáno v rámci série AC/DC Remasters a to v roce 2005 ve Spojeném království a v roce 2007 ve Spojených státech.

## Seznam skladeb
Autory jsou Angus Young a Malcolm Young.
1. "Stiff Upper Lip" – 3:35
2. "Meltdown" – 3:42
3. "House of Jazz" – 3:56
4. "Hold Me Back" – 3:59
5. "Safe in New York City" – 4:00
6. "Can't Stand Still" – 3:41
7. "Can't Stop Rock 'n' Roll" – 4:02
8. "Satellite Blues" – 3:47
9. "Damned" – 3:52
10. "Come and Get It" – 4:03
11. "All Screwed Up" – 4:36
12. "Give It Up" – 3:55

## Tour Edition
V Austrálii vyšla „Tour Edition“ alba Stiff Upper Lip. Obsahuje jak samotné album, tak i druhý disk s živými nahrávkami z roku 1996 z Madridu a s videoklipy k singlům z alba.

## Video
V roce 2001 vyšlo video Stiff Upper Lip Live nahrané v 14. června 2001 při Stiff Upper Lip World Tour na Olympijském stadioně v Mnichově. Video obsahuje následující skladby:
1. "Newsflash"
2. "Stiff Upper Lip" (Young, Young)
3. "You Shook Me All Night Long" (Young, Young, Johnson)
4. "Problem Child" (Young, Young, Scott)
5. "Thunderstruck" (Young, Young)
6. "Hell Ain't a Bad Place to Be" (Young, Young, Scott)
7. "Hard as a Rock" (Young, Young)
8. "Shoot to Thrill" (Young, Young, Johnson)
9. "Rock and Roll Ain't Noise Pollution" (Young, Young, Johnson)
10. "What Do You Do for Money Honey" (Young, Young, Johnson)
11. "Bad Boy Boogie" (Young, Young, Scott)
12. "Hells Bells" (Young, Young, Johnson)
13. "Up to My Neck in You" (Young, Young, Scott)
14. "The Jack" (Young, Young, Scott)
15. "Back in Black" (Young, Young, Johnson)
16. "Dirty Deeds Done Dirt Cheap" (Young, Young, Scott)
17. "Highway to Hell" (Young, Young, Scott)
18. "Whole Lotta Rosie" (Young, Young, Scott)
19. "Let There Be Rock" (Young, Young, Scott)
20. "T.N.T." (Young, Young, Scott)
21. "For Those About to Rock (We Salute You)"(Young, Young, Johnson)
22. "Shot Down in Flames" (Young, Young, Scott)

## Obsazení
- Brian Johnson – zpěv
- Angus Young – kytara
- Malcolm Young – kytara
- Cliff Williams – baskytara
- Phil Rudd – bicí

## Žebříčky

### Album
| Rok  | Žebříček          | Pozice |
| ---- | ----------------- | ------ |
| 2000 | The Billboard 200 | 7      |

### Singly
| Rok  | Singl                   | Žebříček               | Pozice |
| ---- | ----------------------- | ---------------------- | ------ |
| 2000 | "Stiff Upper Lip"       | Mainstream Rock Tracks | 1      |
| 2000 | "Satellite Blues"       | Mainstream Rock Tracks | 7      |
| 2000 | "Meltdown"              | Mainstream Rock Tracks | 22     |
| 2000 | "Safe in New York City" | Mainstream Rock Tracks | 21     |